# Список населённых пунктов Рузского муниципального округа
В списке представлены населённые пункты города областного подчинения Руза с административной территорией (бывшего Рузского района) и Рузского муниципального округа (бывшего Рузского муниципального района) Московской области и их принадлежность к бывшим муниципальным образованиям (2 городским и 5 сельским поселениям), упразднённым Законом Московской области № 184/2016-ОЗ от 28 декабря 2016 г. «Об организации местного самоуправления на территории Рузского муниципального района».
Перечень населённых пунктов, их наименование и тип даны в соответствии с Законом Московской области от 28.02.2005 № 76/2005-ОЗ «О статусе и границах Рузского муниципального района и вновь образованных в его составе муниципальных образований».
После преобразования Рузского района в городской округ с целью исключения наличия у двух одноимённых населённых пунктов одинаковых категорий постановлением Губернатора Московской области № 69-ПГ от 28 февраля 2018 года:
- деревня Васильевское бывшего сельского поселения Колюбакинское преобразована в село;
- деревня Городище упразднённого Волковского сельского округа сельского поселения Волковское преобразована в село;
- деревня Городище упразднённого Никольского сельского округа сельского поселения Волковское преобразована в посёлок;
- деревня Кожино бывшего сельского поселения Дороховское преобразована в село;
- село Никольское бывшего сельского поселения Колюбакинское преобразовано в деревню;
- деревня Новая бывшего сельского поселения Старорузское преобразована в село;
- деревня Старо бывшего сельского поселения Дороховское преобразована в село;
- деревня Старо бывшего сельского поселения Старорузское преобразована в посёлок.

С 1 января 2025 года Рузский городской округ преобразован в Рузский муниципальный округ.
В 2025 году рабочий посёлок Тучково преобразован в посёлок городского типа.
В Рузском муниципальном округе и в городе областного подчинения с административной территорией находятся 230 населённых пунктов (1 город, 1 посёлок городского типа, 19 посёлков, 11 сёл и 198 деревень):
| №   | Населённый пункт            | Тип                     | Население | Бывшее сельское или городское поселение |
| --- | --------------------------- | ----------------------- | --------- | --------------------------------------- |
| 1   | Акатово                     | деревня                 | →8        | Ивановское                              |
| 2   | Акулово                     | деревня                 | ↘5        | Дороховское                             |
| 3   | Алексино                    | деревня                 | ↘4        | Дороховское                             |
| 4   | Алёшино                     | деревня                 | ↘6        | Старорузское                            |
| 5   | Алтыново                    | деревня                 | ↗43       | Колюбакинское                           |
| 6   | Андрейково                  | деревня                 | ↘7        | Волковское                              |
| 7   | Аннино                      | село                    | ↘22       | Колюбакинское                           |
| 8   | Апальщино                   | деревня                 | ↘36       | Колюбакинское                           |
| 9   | Апухтино                    | деревня                 | →0        | Ивановское                              |
| 10  | Артюхино                    | деревня                 | ↗29       | Колюбакинское                           |
| 11  | Архангельское               | село                    | ↗56       | Дороховское                             |
| 12  | Бабаево                     | посёлок                 | ↘39       | Старорузское                            |
| 13  | Бабино                      | деревня                 | ↗66       | Волковское                              |
| 14  | Бараново                    | деревня                 | ↗3        | Дороховское                             |
| 15  | Барынино                    | деревня                 | ↗189      | Колюбакинское                           |
| 16  | Белобородово                | деревня                 | ↗19       | Старорузское                            |
| 17  | Бельково                    | деревня                 | ↘10       | Дороховское                             |
| 18  | Беляная Гора                | посёлок                 | ↗1101     | Ивановское                              |
| 19  | Бережки                     | деревня                 | ↗13       | Колюбакинское                           |
| 20  | Берёзкино                   | деревня                 | ↘23       | Дороховское                             |
| 21  | Богородское                 | село                    | ↘245      | Дороховское                             |
| 22  | Большие Горки               | деревня                 | ↘1        | Волковское                              |
| 23  | Борзецово                   | деревня                 | ↘0        | Волковское                              |
| 24  | Бородёнки                   | посёлок                 | ↘39       | Волковское                              |
| 25  | Ботино                      | деревня                 | ↘0        | Старорузское                            |
| 26  | Брикет                      | посёлок                 | ↘588      | Волковское                              |
| 27  | Брыньково                   | деревня                 | ↘67       | Старорузское                            |
| 28  | Буланино                    | деревня                 | ↗11       | Волковское                              |
| 29  | Булыгино                    | деревня                 | ↗22       | Ивановское                              |
| 30  | Бунино                      | деревня                 | ↘4        | Волковское                              |
| 31  | Вандово                     | деревня                 | ↘27       | Старорузское                            |
| 32  | Вараксино                   | деревня                 | →0        | Ивановское                              |
| 33  | Варвариха                   | деревня                 | ↘8        | Волковское                              |
| 34  | Васильевское                | деревня                 | →0        | Волковское                              |
| 35  | Васильевское                | село                    | ↗37       | Колюбакинское                           |
| 36  | Ватулино                    | деревня                 | ↗149      | Старорузское                            |
| 37  | Ваюхино                     | деревня                 | ↘2        | Колюбакинское                           |
| 38  | Ведерники                   | деревня                 | ↗22       | Ивановское                              |
| 39  | Вертошино                   | деревня                 | ↘13       | Старорузское                            |
| 40  | Верхнее Сляднево            | деревня                 | ↗12       | Волковское                              |
| 41  | Вишенки                     | деревня                 | ↘15       | Колюбакинское                           |
| 42  | Волково                     | деревня                 | ↗7        | Волковское                              |
| 43  | Волынщино                   | деревня                 | ↘59       | Волковское                              |
| 44  | Воробьёво                   | деревня                 | ↘583      | Старорузское                            |
| 45  | Воскресенское               | деревня                 | ↘44       | Старорузское                            |
| 46  | Вражеское                   | деревня                 | ↗19       | Старорузское                            |
| 47  | Высоково                    | деревня                 | ↘22       | Колюбакинское                           |
| 48  | Гидроузел                   | посёлок                 | ↘12       | Ивановское                              |
| 49  | Глиньково                   | деревня                 | ↘11       | Волковское                              |
| 50  | Глухово                     | деревня                 | ↘141      | Старорузское                            |
| 51  | Головинка                   | деревня                 | ↘51       | Дороховское                             |
| 52  | Гомнино                     | деревня                 | ↘19       | Дороховское                             |
| 53  | Горбово                     | деревня                 | ↘14       | Старорузское                            |
| 54  | Горбово                     | посёлок                 | ↗453      | Старорузское                            |
| 55  | Горки                       | деревня                 | →0        | Старорузское                            |
| 56  | Городилово                  | деревня                 | ↘5        | Старорузское                            |
| 57  | Городище                    | село                    | ↘7        | Волковское                              |
| 58  | Городище                    | посёлок                 | ↘66       | Волковское                              |
| 59  | Городище                    | деревня                 | ↘5        | Волковское                              |
| 60  | Грибцово                    | деревня                 | ↗168      | Дороховское                             |
| 61  | Григорово                   | деревня                 | ↘52       | Колюбакинское                           |
| 62  | Грязново                    | деревня                 | ↗7        | Ивановское                              |
| 63  | Демёнково                   | деревня                 | ↘5        | Дороховское                             |
| 64  | Демидково                   | деревня                 | ↗2        | Ивановское                              |
| 65  | Денисиха                    | деревня                 | ↘1        | Волковское                              |
| 66  | Детского городка «Дружба»   | посёлок                 | ↘71       | Колюбакинское                           |
| 67  | Дома отдыха «Лужки»         | посёлок                 | ↗148      | Ивановское                              |
| 68  | Дома отдыха «Тучково» ВЦСПС | посёлок                 | ↘79       | Колюбакинское                           |
| 69  | Дорохово                    | посёлок                 | ↗4497     | Дороховское                             |
| 70  | Дробылёво                   | деревня                 | ↗49       | Ивановское                              |
| 71  | Ельники                     | деревня                 | ↗5        | Волковское                              |
| 72  | Ерденьево                   | деревня                 | ↘2        | Ивановское                              |
| 73  | Еськино                     | деревня                 | ↘17       | Дороховское                             |
| 74  | Жиганово                    | деревня                 | ↗8        | Старорузское                            |
| 75  | Жолобово                    | деревня                 | ↗5        | Старорузское                            |
| 76  | Журавлёво                   | деревня                 | ↗29       | Ивановское                              |
| 77  | Заовражье                   | деревня                 | ↘33       | Колюбакинское                           |
| 78  | Захнево                     | деревня                 | ↗13       | Старорузское                            |
| 79  | Землино                     | деревня                 | ↗32       | Дороховское                             |
| 80  | Златоустово                 | деревня                 | ↘147      | Дороховское                             |
| 81  | Иваново                     | деревня                 | ↗34       | Ивановское                              |
| 82  | Ивойлово                    | деревня                 | ↗344      | Волковское                              |
| 83  | Игнатьево                   | деревня                 | ↗46       | Колюбакинское                           |
| 84  | Ильинское                   | деревня                 | →1        | Волковское                              |
| 85  | Ильятино                    | деревня                 | →0        | Дороховское                             |
| 86  | Кожино                      | село                    | ↗25       | Дороховское                             |
| 87  | Кожино                      | посёлок                 | ↘1124     | Дороховское                             |
| 88  | Кожино                      | деревня                 | ↘18       | Старорузское                            |
| 89  | Козлово                     | деревня                 | ↘1        | Волковское                              |
| 90  | Коковино                    | деревня                 | ↗28       | Колюбакинское                           |
| 91  | Кокшино                     | деревня                 | ↘13       | Ивановское                              |
| 92  | Колодкино                   | деревня                 | ↘198      | Дороховское                             |
| 93  | Колюбакино                  | посёлок                 | ↘2436     | Колюбакинское                           |
| 94  | Комлево                     | деревня                 | ↗87       | Старорузское                            |
| 95  | Константиново               | деревня                 | →3        | Старорузское                            |
| 96  | Контемирово                 | деревня                 | ↗35       | Дороховское                             |
| 97  | Копцево                     | деревня                 | 22        | Ивановское                              |
| 98  | Корчманово                  | деревня                 | ↘1        | Колюбакинское                           |
| 99  | Космодемьянский             | посёлок                 | ↗740      | Дороховское                             |
| 100 | Костино                     | деревня                 | ↘85       | Старорузское                            |
| 101 | Красотино                   | деревня                 | ↗7        | Старорузское                            |
| 102 | Кривошеино                  | деревня                 | ↘9        | Колюбакинское                           |
| 103 | Крюково                     | деревня                 | ↗59       | Колюбакинское                           |
| 104 | Кузянино                    | деревня                 | ↘0        | Дороховское                             |
| 105 | Курово                      | деревня                 | ↗33       | Ивановское                              |
| 106 | Ладыгино                    | деревня                 | ↗24       | Колюбакинское                           |
| 107 | Лашино                      | деревня                 | ↘13       | Ивановское                              |
| 108 | Ленинка                     | деревня                 | ↗54       | Дороховское                             |
| 109 | Леньково                    | деревня                 | ↗106      | Ивановское                              |
| 110 | Лидино                      | деревня                 | ↘714      | Ивановское                              |
| 111 | Лихачёво                    | деревня                 | ↗211      | Ивановское                              |
| 112 | Лобково                     | деревня                 | ↘22       | Дороховское                             |
| 113 | Лукино                      | деревня                 | ↘4        | Старорузское                            |
| 114 | Лунинка                     | деревня                 | →8        | Дороховское                             |
| 115 | Лызлово                     | деревня                 | ↘18       | Колюбакинское                           |
| 116 | Лысково                     | деревня                 | ↘35       | Волковское                              |
| 117 | Лыщиково                    | деревня                 | ↘260      | Дороховское                             |
| 118 | Макеиха                     | деревня                 | ↗45       | Дороховское                             |
| 119 | Малоиванцево                | деревня                 | →4        | Старорузское                            |
| 120 | Малые Горки                 | деревня                 | →0        | Волковское                              |
| 121 | Мамошино                    | деревня                 | ↘49       | Волковское                              |
| 122 | Марково                     | деревня                 | ↗22       | Колюбакинское                           |
| 123 | Марс                        | деревня                 | ↘39       | Старорузское                            |
| 124 | Марьино                     | деревня                 | ↘12       | Дороховское                             |
| 125 | Матвейцево-1                | деревня                 | ↘2        | Волковское                              |
| 126 | Матвейцево-2                | деревня                 | ↘8        | Волковское                              |
| 127 | Митинка                     | деревня                 | ↘25       | Дороховское                             |
| 128 | Михайловское                | деревня                 | ↘25       | Волковское                              |
| 129 | Мишинка                     | деревня                 | ↗292      | Дороховское                             |
| 130 | Молодиково                  | деревня                 | ↗28       | Колюбакинское                           |
| 131 | Морево                      | деревня                 | ↗9        | Колюбакинское                           |
| 132 | Мытники                     | деревня                 | ↘6        | Волковское                              |
| 133 | Накипелово                  | деревня                 | ↗26       | Ивановское                              |
| 134 | Неверово                    | деревня                 | ↘77       | Колюбакинское                           |
| 135 | Немирово                    | деревня                 | ↗17       | Волковское                              |
| 136 | Нестерово                   | деревня                 | ↗2595     | Старорузское                            |
| 137 | Нижнее Сляднево             | деревня                 | ↘39       | Волковское                              |
| 138 | Никольское                  | село                    | ↘613      | Волковское                              |
| 139 | Никольское                  | деревня                 | ↘15       | Колюбакинское                           |
| 140 | Никулкино                   | деревня                 | ↗15       | Старорузское                            |
| 141 | Новая                       | деревня                 | ↘0        | Волковское                              |
| 142 | Новая                       | село                    | ↘29       | Старорузское                            |
| 143 | Нововолково                 | деревня                 | ↘1089     | Волковское                              |
| 144 | Новогорбово                 | деревня                 | ↘91       | Колюбакинское                           |
| 145 | Новоивановское              | деревня                 | ↗161      | Дороховское                             |
| 146 | Новокурово                  | деревня                 | ↗40       | Ивановское                              |
| 147 | Новомихайловское            | деревня                 | ↘12       | Дороховское                             |
| 148 | Новониколаевка              | деревня                 | ↘3        | Дороховское                             |
| 149 | Новониколаево               | деревня                 | →0        | Старорузское                            |
| 150 | Новоникольское              | деревня                 | ↘2        | Дороховское                             |
| 151 | Новорождествено             | деревня                 | →3        | Волковское                              |
| 152 | Новотеряево                 | посёлок                 |           | Старорузское                            |
| 153 | Овсяники                    | деревня                 | ↘38       | Ивановское                              |
| 154 | Ожигово                     | деревня                 | ↗6        | Колюбакинское                           |
| 155 | Орешки                      | деревня                 | ↘661      | Колюбакинское                           |
| 156 | Оселье                      | деревня                 | ↗3        | Ивановское                              |
| 157 | Палашкино                   | деревня                 | ↗54       | Ивановское                              |
| 158 | Паново                      | деревня                 | ↗36       | Колюбакинское                           |
| 159 | Пансионата «Полушкино»      | посёлок                 | ↘410      | Колюбакинское                           |
| 160 | Пахомьево                   | деревня                 | ↘11       | Ивановское                              |
| 161 | Петрищево                   | деревня                 | ↘18       | Дороховское                             |
| 162 | Петропавловское             | деревня                 | ↘4        | Дороховское                             |
| 163 | Петряиха                    | деревня                 | ↗3        | Колюбакинское                           |
| 164 | Писарёво                    | деревня                 | ↗44       | Старорузское                            |
| 165 | Подолы                      | деревня                 | ↘1        | Волковское                              |
| 166 | Покров                      | деревня                 | ↗33       | Ивановское                              |
| 167 | Покровское                  | село                    | ↗1755     | Волковское                              |
| 168 | Полуэктово                  | деревня                 | ↘0        | Дороховское                             |
| 169 | Помогаево                   | деревня                 | ↗6        | Ивановское                              |
| 170 | Поречье                     | деревня                 | ↘922      | Колюбакинское                           |
| 171 | Потапово                    | деревня                 | →0        | Ивановское                              |
| 172 | Притыкино                   | деревня                 | →3        | Волковское                              |
| 173 | Пупки                       | деревня                 | ↗6        | Волковское                              |
| 174 | Ракитино                    | деревня                 | ↘30       | Ивановское                              |
| 175 | Редькино                    | деревня                 | ↗9        | Колюбакинское                           |
| 176 | Ремяница                    | деревня                 | →0        | Волковское                              |
| 177 | Рождествено                 | село                    | ↘131      | Волковское                              |
| 178 | Руза                        | город                   | ↘15 269   | Руза                                    |
| 179 | Румянцево                   | деревня                 | ↘8        | Старорузское                            |
| 180 | Рупасово                    | деревня                 | ↗15       | Ивановское                              |
| 181 | Рыбушкино                   | деревня                 | ↗6        | Старорузское                            |
| 182 | Рябцево                     | деревня                 | ↗23       | Ивановское                              |
| 183 | Самошкино                   | деревня                 | ↘1        | Волковское                              |
| 184 | Сафониха                    | деревня                 | ↘16       | Волковское                              |
| 185 | Семёнково                   | деревня                 | ↘13       | Волковское                              |
| 186 | Скирманово                  | деревня                 | ↗9        | Волковское                              |
| 187 | Слобода                     | деревня                 | ↘11       | Волковское                              |
| 188 | Сонино                      | деревня                 | ↗6        | Колюбакинское                           |
| 189 | Сорочнево                   | деревня                 | ↗6        | Ивановское                              |
| 190 | Старая Руза                 | деревня                 | ↘403      | Старорузское                            |
| 191 | Старая Руза                 | посёлок                 | ↗1431     | Старорузское                            |
| 192 | Старо                       | деревня                 | ↘24       | Волковское                              |
| 193 | Старо                       | село                    | ↘25       | Дороховское                             |
| 194 | Старо                       | посёлок                 | ↗17       | Старорузское                            |
| 195 | Старониколаево              | деревня                 | ↘89       | Дороховское                             |
| 196 | Староникольское             | деревня                 | ↘6        | Дороховское                             |
| 197 | Старотеряево                | посёлок                 | ↗938      | Старорузское                            |
| 198 | Строганка                   | деревня                 | ↘6        | Дороховское                             |
| 199 | Стрыгино                    | деревня                 | ↗13       | Колюбакинское                           |
| 200 | Сумароково                  | деревня                 | ↗124      | Ивановское                              |
| 201 | Сухарево                    | деревня                 | ↘24       | Старорузское                            |
| 202 | Сытьково                    | деревня                 | ↘820      | Старорузское                            |
| 203 | Таблово                     | деревня                 | ↗131      | Волковское                              |
| 204 | Таганово                    | деревня                 | ↗10       | Дороховское                             |
| 205 | Тимофеево                   | деревня                 | ↘24       | Дороховское                             |
| 206 | Тимохино                    | деревня                 | ↘5        | Старорузское                            |
| 207 | Тишино                      | деревня                 | ↘5        | Старорузское                            |
| 208 | Товарково                   | деревня                 | ↗5        | Дороховское                             |
| 209 | Трубицино                   | деревня                 | ↗15       | Ивановское                              |
| 210 | Тучково                     | посёлок городского типа | ↗23 115   | Тучково                                 |
| 211 | Углынь                      | деревня                 | ↘0        | Волковское                              |
| 212 | Усадково                    | деревня                 | ↗49       | Дороховское                             |
| 213 | Успенское                   | деревня                 | →2        | Волковское                              |
| 214 | Устье                       | деревня                 | ↗577      | Старорузское                            |
| 215 | Федотово                    | деревня                 | ↗37       | Дороховское                             |
| 216 | Федчино                     | деревня                 | ↗8        | Волковское                              |
| 217 | Федьково                    | деревня                 | ↗3        | Старорузское                            |
| 218 | Филатово                    | деревня                 | ↗81       | Ивановское                              |
| 219 | Фролково                    | деревня                 | →3        | Ивановское                              |
| 220 | Хомьяново                   | деревня                 | ↗8        | Ивановское                              |
| 221 | Хотебцово                   | деревня                 | ↗102      | Волковское                              |
| 222 | Хрущёво                     | деревня                 | →3        | Колюбакинское                           |
| 223 | Цыганово                    | деревня                 | ↘1        | Ивановское                              |
| 224 | Чепасово                    | деревня                 | ↘6        | Старорузское                            |
| 225 | Шелковка                    | деревня                 | ↘209      | Дороховское                             |
| 226 | Шилово                      | деревня                 | ↗14       | Волковское                              |
| 227 | Шорново                     | деревня                 | ↗14       | Ивановское                              |
| 228 | Щелканово                   | деревня                 | ↘11       | Волковское                              |
| 229 | Щербинки                    | деревня                 | ↘18       | Ивановское                              |
| 230 | Ястребово                   | деревня                 | ↘7        | Дороховское                             |